# Свешников, Осип Григорьевич
Осип Григорьевич Свешников (1703 — до 1762) — премьер-майор Российской армии. Участник возведения Елизаветы Петровны на престол.

## Биография
Родился в 1703 году в пригородке Опочке Псковской провинции, Новгородской губернии в дворянской семье. Сын унтер-офицера драг. «Мурзенкова» полка Григория Васильева Свешникова. В 1722 г. был взят на службу из недорослей в Белогородский пехотный полк, в 1726 г. переведен в Углицкий пехотный полк, а по достижении 25-летнего возраста определен в гренадерскую роту Преображенского полка.
За участие в возведении на престол Елизаветы Петровны, Свешников пожалован гренадером Лейб-Компании и получил в Пошехоне 29 душ крестьян. Кроме пожалованных, у Свешникова были поместья в Воронежском, Опочецком и Красногородском уездах.
В октябре 1749 г. Свешников подал прошение об отставке по болезни: « И прошу меня от воинской и штатской службе отставить вовсе, на своё пропитание, в отечество мое, в Псковскую провинцию в Опочский уезд, в сельцо Святотец». 25 ноября 1758 г. Свешников из капитанов уволен в отставку, с чином премьер-майора.
По сказке 10 марта 1743 г., Свешников имел сына Ивана 14 лет, «обретающегося» при нем «для обучения российской грамоте».